# Richard Weibull
Richard Ludvig Filip Weibull, född 18 november 1852 i Landskrona, död 5 april 1917 i Kristianstad, var en svensk jordbrukare och mosskulturforskare.
Richard Weibull var son till lantbrukaren Nils Jacob Weibull samt bror till Walfrid och Martin Weibull. Han avlade mogenhetsexamen i Lund 1873 och genomgick Alnarps lantbruksinstitut 1874–1875. Efter lärartjänst vid lantbruksskola 1875–1876 och folkhögskola 1876–1877 var han 1877–1881 förvaltare vid Marielund, och förste lärare vid länets lantbruksskola där. 1877 bedrev han jordbruksstudier i Skottland, England och Nederländerna, och som Lantbruksakademiens stipendiat studerade han jordbrukets tekniska hjälpmedel 1881–1882 i USA. För studium av mosskultur och sandjordskultur reste han på nonnenska stipendiet 1883 till norra Tyskland. Weibull var 1883–1903 vid Vittskövle slott, och från 1903 arrenderade han den under Vittskövle lydande gården Folkestorp i Maglehems socken. Året före sin död blev han denna gårds ägare. Weibull var en av banbrytarna för rationell mosskultur i Sverige. Under hans ledning torrlades Vasakärr (omfattande kärrmarker i Yngsjö, Åhus, Vittskövle och Olseröds socknar). Genom uppodling vanns här 3.000 tunnland åkermark, som gav utmärkta skörderesultat. Weibull fick härigenom berömmelse som Skånes skickligaste mossodlare. Hans främsta intresse gällde kulturtekniska arbeten, och han var till sin död den drivande kraften i styrelsen för vattenavledningsföretaget från Vasakärr. Den gamla åkerjorden i Vittskövle bestod av kalkhaltig sandmylla och utgjorde efter Weibulls jordförbättring Sverige största sandtäckningsodling. Hans verksamhet var framgångsrik, men var beroende av det stöd han erhöll från Vittskövles ägare Carl Georg Stiernswärd. Weibull tjänstgjorde som prisdomare vid flera lantbruksmöten och tillhörde 1900–1909 redskapsprovningsnämnden vid Alnarp. 1884–1903 var han kommunalordförande i Vittskövle landskommun.